# Сульфат лютеция
Сульфат лютеция — неорганическое соединение,
соль лютеция и серной кислоты с формулой Lu2(SO4)3,
бесцветные кристаллы,
растворяется в воде,
образует кристаллогидраты.

## Получение
- Растворение оксида лютеция в серной кислоте:

{\displaystyle {\mathsf {Lu_{2}O_{3}+3H_{2}SO_{4}\ {\xrightarrow {}}\ Lu_{2}(SO_{4})_{3}+3H_{2}O}}}

## Физические свойства
Сульфат лютеция образует бесцветные кристаллы.
Растворяется в воде.
Образует кристаллогидрат состава Lu2(SO4)3•8H2O,
который теряет воду при нагревании до 600-650°С.